# Juan Cutillas
Juan Cutillas España (Barcelona, 2 de julio de 1942-Málaga, 7 de julio de 2025) fue un futbolista y entrenador español.

## Biografía
A finales de la década de los setenta decidió irse a vivir a Filipinas junto con Tomas Lozano, Manuel Cuenca, y Julio Rojas para mejorar el fútbol en Filipinas, después se casó con una filipina.  
Juan fue doctor en medicina.

## Carrera

### Como jugador
| Club                         | País   | Año |
| ---------------------------- | ------ | --- |
| Atlético de Madrid (juvenil) | España | -   |
| Atlético de Madrid           | España | -   |

### Como entrenador
| Club                   | País      | Año         |
| ---------------------- | --------- | ----------- |
| Filipinas              | Filipinas | 1968 -      |
| Filipinas (baloncesto) | Filipinas | 1970 -      |
| Taringa Rovers         | Australia | 1980 - 1981 |
| Kaya FC                | Filipinas | -           |
| Filipinas              | Filipinas | 1996 - 2000 |
| Filipinas              | Filipinas | 2008        |
| Pachanga FC            | Filipinas | -           |
| Kaya FC                | Filipinas | 2011 - 2012 |